# Amenaza de los embalses del Dniéper
Los embalses del río Dniéper en Ucrania suponen una amenaza significativa de un desastre provocado por el hombre a gran escala si sus presas fallan. Semejante amenaza es típica en las presas hidráulicas; sin embargo, los embalses del Dniéper son especialmente peligrosos debido a las condiciones geográficas, así como por las consecuencias del accidente de Chernóbil y otras amenazas medioambientales relacionadas con la energía nuclear en la región.
Mientras que los estudios de seguridad de cada presa se llevan a cabo regularmente y hay afirmaciones públicas sobre la condición de cada presa individual en muchas ocasiones, hasta ahora no se ha hecho un análisis conjunto de la seguridad total de todas las presas como un sistema o de los peligros que causaría una presa dañada. Varias posibilidades diferentes que podrían acontecer en caso de que se dañara la presa predicen que las catástrofes sólo variarían en escala (teniendo en cuenta que una de las presas de hecho se rompiera). Según las peores predicciones y tomando en consideración la contaminación radiactiva aún existente, el accidente en una presa supondría una gran amenaza para significativos territorios de Ucrania, y, posiblemente, la cuenca del mar Negro.

## Los embalses
Durante la época soviética, la parte ucraniana del curso del río Dniéper fue transformada en un sistema de centrales hidroeléctricas al formarse cinco embalses o lagos artificiales. Enumerados corriente abajo, estos embalses son:
- Embalse de Kiev (también conocido como el "mar de Kiev")
- Embalse de Kaniv
- Embalse de Kremenchuk
- Embalse de Dniprodzerzhynsk
- Embalse del Dniéper
- Embalse de Kajovka

La creación de los embalses impulsó significativamente la industria energética soviética y creó una ruta de aguas profundas a lo largo del río, anteriormente no navegable en algunas secciones. Sin embargo, al disminuir la velocidad del caudal (véase el río Irpin), los embalses causaron problemas medioambientales como los cambios adversos en el equilibrio de la vida acuática, la erosión costera y muchos otros. La evacuación de territorios significativos ahora cubiertos por los embalses fue costoso, y más tarde, el sistema probó que era económicamente poco efectivo,[cita requerida] conforme las aguas de los embalses comenzaron a inundar importantes objetos, principalmente minas en la región de Nikopol.

## El riesgo de inundaciones catastróficas

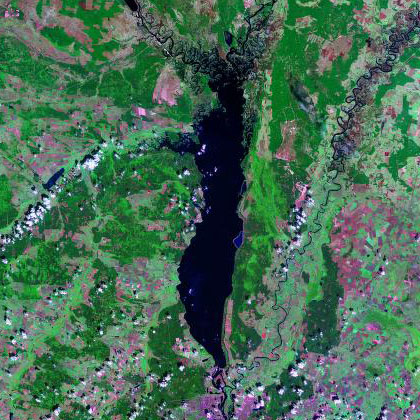
Foto del satélite Landsat en el embalse de Kiev.

Como otros embalses, los del Dniéper suponen una amenaza potencial de causar grandes inundaciones si fracasan sus presas. Semejante daño puede ser infligido por un poderoso desastre natural (como un terremoto), un desastre provocado por el hombre, o un ataque deliberado por terroristas o fuerzas enemigas en tiempos de guerra.
Las presas se supone que son suficientemente fuertes como para sobrevivir a las amenazas terroristas y naturales. Tanto sus esquemas de construcción y los esfuerzos del gobierno se dirigen a este objetivo. Por ejemplo, algunos ingenieros garantizan que cada presa del Dniéper sobreviviría a un terremoto (al nivel habitual en esta región), caída de meteoritos o de accidente aéreo. Hay también contramedidas contra las inundaciones catastróficas y el mal funcionamiento de las presas. Las autoridades prestan una atención significativa a la salvaguarda de las presas y los puentes a través de unidades especiales del Ministerio del Interior y otras agencias de seguridad.
Sin embargo, los embalses del Dniéper suponen una amenaza o riesgo especial debido al hecho de que forman una cascada con una distancia anormalmente corta entre ellas. En el caso de que fallara una de las presas superiores, la inundación masiva impactaría con las otras presas en unas pocas horas, y en consecuencia liberaría los embalses inferiores en el mar Negro. Un desastre parecido ocurrió con la presa de Banqiao, lo que dio como resultado en una cascada de fallo de 62 presas. 
En caso de que falle una presa, las inundaciones podrían devastar zonas intensamente pobladas alrededor de Dnipropetrovsk, Zaporizhzhia y Jersón, forzando la evacuación y posiblemente matando a millones, y destrozando grandes zonas industriales. Un fallo del embalse de Kiev causaría una inundación de los zonas de tierras bajas de Kiev, principalmente barrios residenciales densamente poblados. Lo que ocurriría después de una inundación compleja también incluye la extensión de la contaminación por los desperdicios urbanos e industriales y la creación de pantanos en el fondo de los embalses vaciados.
Las primeras preocupaciones concernientes a una posible inundación catastrófica surgieron en la década de los ochenta.[cita requerida] En 2001–2003 el Servicio de seguridad de Ucrania organizó ejercicios en la central hidroeléctrica de Kiev, simulando un posible ataque terrorista. Los resultados de los ejercicios fueron considerados satisfactorios.

## Los embalses como una amenaza de contaminación radiactiva
La discusión sobre una posible inundación catastrófica reveló otra amenaza mucho más significativa cuando los detalles hipotéticos del incidente fueron estudiados[cita requerida]. Ante todo, una liberación de todas salvo la más meridional de los embalses, dañarían varios lugares nucleares de gran riesgo en la cuenca del Dniéper, como se explica más abajo. Posteriormente, toda la zona del mar Negro quedaría radiactivamente contaminada en una extensión significativa. Esto causaría un desastre nuclear en toda Europa a través de la circulación a larga distancia del aire y del agua.

### La amenaza del embalse de Kiev

Mapa que muestra contaminación por cesio-137 en Bielorrusia, Rusia y Ucrania (en curies por kilómetro cuadrado). Nótese las zonas de contaminación significativa a lo largo del curso del río Dniéper.

Tras el desastre nuclear de Chernóbil en 1986, los radioisótopos que se disolvieron por las lluvias contaminaron el limo del fondo del embalse de Kiev. En los años posteriores al desastre, hay sugerencias de drenar el embalse debido a que era demasiado superficial. Parecía que si se hiciera eso, podría haber hecho que montones de limo se convirtiera en polvo radiactivo, libre para dispersarse a través del viento. En ese caso, los científicos predicen un desastre aún más serio que las inundaciones catastróficas. Según algunas afirmaciones, las nubes de polvo contaminarían de manera devastadora por toda Europa. 
Las autoridades reafirmaron que el limo peligroso no supone ningún riesgo actualmente si se mantiene intacto el embalse, y desestimó los planes de drenado.

### Las centrales nucleares bajo la amenaza de una posible inundación
Las ciudades del óblast de Dnipropetrovsk, que están a orillas del Dniéper, contiene docenas de peligrosos lugares industriales, en su mayor parte basureros de residuos tóxicos, que podrían quedar destruidos no solo por inundaciones catastróficas sino también por los excesos climáticos debido a su pobre protección.
El más peligroso de esos lugares son los basureros radiactivos en la ciudad ribereña de Dniprodzerzhynsk. La actualmente inactiva central química de Prydniprovsky (PHZ) ha estado enriqueciendo uranio durante el programa nuclear soviético desde 1948 hasta 1991, preparando la sustancia llamada "torta amarilla". Los desperdicios del procesamiento están hoy almacenados en 9 basureros al aire libre conteniendo alrededor de 36 millones de toneladas de material de radiación baja parecido a la arena, ocupando una región de 2,5 millones de metros cuadrados. Los lugares, impropiamente construidos desde el comienzo, han sido abandonados por la industria hace tiempo y siguen en malas condiciones. La principal preocupación es la cercanía de los basureros tanto al río Dniéper como a las zonas residenciales urbanas. Según los expertos del gobiernos, las presas separando los terrenos de agua subterránea ya están filtrándose, causando con ello la contaminación de la cuenca del Dniéper. Se cree que un mayor deterioro de las presas en sí podrían causar un devastador flujo de lodo radiactivo. El gobierno ucraniano actualmente está asumiendo el control sobre los terrenos y busca la ayuda internacional en proyectos, buscando asegurar y un gradual re-procesamiento de los desperdicios PHZ. Recientemente, la Organismo Internacional de Energía Atómica ha evaluado la condición de los lugares y está considerando unas gran misión de ayuda-observación a Dniprodzerzhynsk.
Las minas de uranio de Ucrania (cuyos productos han sido enriquecidos por PHZ) también se encuentran en el óblast de Dnipropetrovsk en proximidad del Dniéper y sus afluentges, particularmente en la ciudad de Zhovti Vody.
La Central Nuclear de Zaporizhia también se encuentra a pocos kilómetros del Dniéper, en la ciudad de la orilla izquierda de Enerhodar.
En caso de inundaciones catastróficas, los materiales peligrosos de estos y muchos otros lugares industriales pueden alcanzar a los territorios que los rodean y al mar Negro.

## Posición gubernamental y preocupaciones recientes
El tema de la seguridad de los embalses sobre el Dniéper nunca se ha discutido a nivel estatal durante la era soviética. Fue solo en los noventa cuando las autoridades de la Ucrania independiente reconocieron el problema oficialmente. Sin embargo, el gobierno ucraniano nunca admitió que la amenaza fuera real. 
Nuevas preocupaciones surgieron en 2005 después de un caso de falsa amenaza terrorista. Un oficial de policía, insatisfecho con sus comandantes, llamó anónimamente a una línea de emergencias afirmando que había plantado una bomba en un tren de mercancías que cruzaría la presa del embalse de Kiev. Una comprobación inmediata probó que la amenaza era falsa y el alarmista fue detenido. Pero el incidente causó otra ola de preocupación pública.
El 30 de mayo de 2006 el investigador Vasily Kredo alertó de nuevo a la nación, llamando al embalse de Kiev "el lugar más peligroso del planeta". Sostiene que hay una remota posibilidad de un "tsunami radiactivo del mar de Kiev" que mataría a quince millones de personas y haría que Ucrania "nunca resucitaría".

### Guerra por la energía entre Rusia y Ucrania
El 29 de diciembre de 2022, medios de Estados Unidos hacen público que el general del ejército de Ucrania, Andréi Kovalchuk, lleva dirigiendo el lanzamiento de misiles de tipo HIMARS contra la presa Nueva Kajovka para inundar el cauce del Río Dniéper, e intentando controlar la magnitud de la inundación según la afectación de las poblaciones de la zona.
El 6 de junio del 2023 se produjeron daños mayores, con acusaciones mutuas entre los gobiernos de Kiev y Moscú, acerca de la autoría. En este caso, las inundaciones afectaron a decenas de miles de personas y causaron grandes daños económicos y ecológicos en la zona.